# Sabrina Ionescu
Sabrina Ionescu (Walnut Creek, 6 december 1997) is een Amerikaans professioneel basketbalspeelster, onder meer in de WNBA. Zij won met het Amerikaans basketbalteam de gouden medaille tijdens de Olympische Zomerspelen 2024. Ze won het WNBA-kampioenschap in 2024.
0 Jaylyn Sherrod · 
1 Marquesha Davis · 
2 Kennedy Burke · 
5 Kayla Thornton · 
8 Nyara Sabally · 
13 Leonie Fiebich · 
18 Ivana Dojkić · 
20 Sabrina Ionescu · 
22 Courtney Vandersloot · 
30 Breanna Stewart · 
35 Jonquel Jones · 
44 Betnijah Laney-Hamilton · 
Coach Sandy Brondello